# Tour de Corée
Le Tour de Corée est une épreuve cycliste par étapes organisée en Corée inscrite à l'UCI depuis 2000. En 2008, l'épreuve s'est appelée Tour de Corée-Japon. Elle fait partie de l'UCI Asia Tour en catégorie 2.1.

## Palmarès
| Année               | Vainqueur         | Deuxième            | Troisième              |
| ------------------- | ----------------- | ------------------- | ---------------------- |
| Tour de Corée       |                   |                     |                        |
| 2000                | Mikhail Teteriouk | Valery Titov        | Chun Dae-hong          |
| 2001                | Chun Dae-hong     | Tomoya Kanō         | Akira Kakinuma         |
| 2002                | Tang Xuezhong     | Sergey Tretyakov    | Abbas Saeidi Tanha     |
| 2003                | Glen Chadwick     | Michael Carter      | Brett Aitken           |
| 2004                | Cory Lange        | Shinri Suzuki       | Karl Menzies           |
| 2005                | David McCann      | Stuart Shaw         | Eddy Hollands          |
| 2006                | Tobias Erler      | Oh Se-yong          | Ruslan Karimov         |
| 2007                | Park Sung-baek    | Shin'ichi Fukushima | Hannes Blank           |
| Tour de Corée-Japon |                   |                     |                        |
| 2008                | Sergueï Lagoutine | Erik Hoffmann       | Christoph Meschenmoser |
| Tour de Corée       |                   |                     |                        |
| 2009                | Roger Beuchat     | Jai Crawford        | Timothy Roe            |
| 2010                | Michael Friedman  | Jesse Anthony       | Taiji Nishitani        |
| 2011                | Choi Ki-ho        | Markus Eibegger     | William Dugan          |
| 2012                | Park Sung-baek    | Alex Candelario     | Maximiliano Richeze    |
| 2013                | Michael Cuming    | Cheung King-lok     | Constantino Zaballa    |
| 2014                | Hugh Carthy       | Choe Hyeong-min     | Jack Haig              |
| 2015                | Caleb Ewan        | Patrick Bevin       | Adam Blythe            |
| 2016                | Grega Bole        | Javier Mejías       | Gong Hyo-suk           |
| 2017                | Min Kyeong-ho     | Edwin Ávila         | Yevgeniy Gidich        |
| 2018                | Serghei Țvetcov   | Stepan Astafyev     | Matteo Busato          |
| 2019                | Filippo Zaccanti  | Benjamin Perry      | Raymond Kreder         |